# Larbi Benbarek
Larbi Benbarek nebo také Ben M'barek (arabsky العربي بن مبارك‎‎, 16. června 1914 Casablanca – 16. září 1992 tamtéž) byl marocký fotbalista. Hrál na pozici útočníka nebo ofenzivního záložníka. Byl znám pod přezdívkou la Perle noire (Černá perla), Pelé o něm prohlásil: „Jestli já jsem král fotbalu, pak Benbarek je fotbalový bůh.“
Sirotek z chudinské čtvrti Casablancy začal s profesionálním fotbalem v týmu Union sportive marocaine, s nímž se stal v roce 1938 mistrem Maroka, poté přestoupil do Olympique de Marseille, kde se jako první africký fotbalista prosadil v evropském velkoklubu. Po vypuknutí druhé světové války se vrátil do Maroka a v roce 1942 pomohl USM k dalšímu titulu. V letech 1945 až 1948 hrál francouzskou nejvyšší soutěž za Stade français, pak odešel do Atlética Madrid, kde vyhrál Primera División 1950 a 1951. V letech 1953–1955 hrál znovu v Marseille, kariéru končil jako hrající trenér v alžírském USM Bel-Abbès. Po vyhlášení marocké nezávislosti se stal prvním trenérem národního týmu.
Za francouzskou reprezentaci odehrál v letech 1938–1954 sedmnáct zápasů a vstřelil tři branky.
Posmrtně mu byl udělen Řád FIFA za zásluhy.